# تقرير جرو جانوفسكي
تقرير جروجانوفسكي عبارة عن رواية شاهد عيان عن الفظائع التي ارتكبت في معسكر إبادة خيلمنو الألماني، الذي كتبه عام 1942 من قبل الهارب البولندي - اليهودي من المعسكر، زلاما بير وينر (المعروف أيضًا بشكل غير صحيح باسم زلاويك باجلر)، تحت اسم مستعار ياكوف (أو يعقوب) جروجانوفسكي.  تمكن زلاما من الهورب من المعسكر ليشق طريقه من خيلمنو إلى غيتو وارسو، وقدم معلومات مفصلة لمدة أسبوع حول تجربته مع ساندركوماندوس في معسكر الموت في Oneg السبت مجموعة، برئاسة مؤرخ إيمانويل رينجلبلوم.  

## محتويات التقرر
وصف وينر كامل عملية الإبادة في المخيم، وكيف تم قتل الناس في شاحنات الغاز، وكيف تمت إزالة جثثهم من قبل كوماندوز الغابات، وكيف تم تنظيف الشاحنات، وكيف دفنت الجثث في مقابر جماعية كبيرة.  كتب وينر:

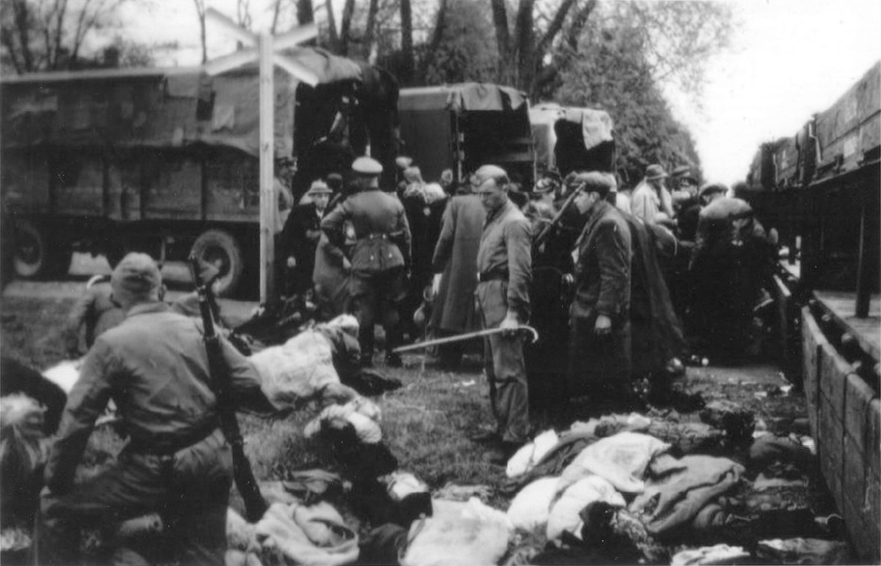
يهود من الحي اليهودي لودو يصعدون إلى شاحنة غاز.

كما وصف وينر المعاملة الوحشية لسجناء الذين يعملون مع ساندركوماندوس، الذين تركوا أحياء للتخلص من الجثث، وفراره من المخيم.  ثم قامت مجموعة Oneg Shabbat وWiner بنسخ التقرير باللغتين البولندية والألمانية. أرسلوا النسخة البولندية إلى الدولة السرية البولندية، بينما كانت النسخة الألمانية موجهة للشعب الألماني، على أمل أن تثير تعاطفهم نحو اليهود.    من غير الواضح ما تم عمله مع التقارير في تلك المرحلة.
هرب وينر بعد ذلك إلى زاموشتش حيث كتب إلى حي اليهود في وارسو عن وجود معسكر للموت في بيتيك.  بعد أيام قليلة من كتابة هذه الرسالة، في نهاية أبريل 1942 ، تم اعتقاله وترحيله وقتله بالغاز في بيتيك.  تمكن سجين آخر هرب من خيلمينو، مردخاي بودشليبنيك، من النجاة من الحرب، وفي عام 1961 أدلى بشهادته في محاكمة أيخمان في القدس.  